# L-10C
docomo STYLE series L-10C（ドコモスタイルシリーズ エル いちぜろ シー）は、LGエレクトロニクスによって開発された、NTTドコモの第三世代携帯電話（FOMA）端末である。docomo STYLE seriesの端末。

## 概要
docomo STYLE series L-03Bや2010年12月に発売されたL-01Cの後継機種となる。本端末は左記2機種と同様、機能をしぼり、イージー＆シンプルな端末として提供されている。そのためおサイフケータイやGPS、2in1、iコンシェル、といった、機能は搭載されていない。
そのコンセプトから、ターゲットとしては、高機能でなくてもいいから、端末価格が安く、通話や、iモードメール、iモード閲覧ができればいいといった、携帯電話エントリーユーザーやビジネスユーザーをターゲットとしている。L-01Cに搭載されていた防水機能も搭載されていない。なおドコモ向けLGエレクトロニクス製フィーチャーフォンは本機種を最後に発表していない。
外見は背面部に大きく配されたミラーパネル型のディスプレーが配されている。キーボードを大きめに配置したり、拡大文字に対応している。カーソルキー上側には4つのワンタッチキーが配置されよく使う機能をそのボタンに割り当てワンタッチでアクセスできる機能が搭載されている。
また雑音の多いところで自動的に音量が上がる「クリアボイス」機能などもL-01C同様に搭載されている。
英語・韓国語の日常会話集が搭載されており一部音声を再生することもできる。
カメラ機能はCMOSセンサー310万画素と、近年発売される携帯電話としてはさほど高機能ではないが、オートフォーカスや手振れ補正機能などは搭載されている。また拡大ルーペ機能なども持たせている。
メール作成機能では、2,000を超えるデコメ絵文字が搭載されているほか、専用メールアドレス宛にキーワードやテイスト記載したメールを送ると、そのワードに合ったデコメ絵文字を返信する「スグデコ！」機能などに対応する。
そのほかNTTドコモの2011年夏モデルの新サービスである、長時間の動画ストリーミング再生が可能な50メガiモーションや声の宅配便には対応しているが、コンツパッケージには対応していない。
LG電子製携帯電話の特徴である、日本語・英語・韓国語のメニュー切り替えや入力言語の変更が出来、韓国語でのメール送信も出来る。
2011年12月16日のアップデートを適用することで、エリアメールに対応している。
| 主な対応サービス                   | 主な対応サービス                                                  | 主な対応サービス                       | 主な対応サービス                                          | 主な対応サービス |
| ---------------------------------- | ----------------------------------------------------------------- | -------------------------------------- | --------------------------------------------------------- | ---------------- |
| タッチパネル                       | FOMAハイスピード 下り最大7.2Mbps/上り最大5.7Mbps                  | Bluetooth                              | DCMX／おサイフケータイ                                    |                  |
| iアプリオンライン／地図アプリ      | 直感ゲーム／メガiアプリ                                           | iウィジェット                          | マチキャラ／iコンシェル                                   |                  |
| ホームU／ポケットU                 | GPS／オートGPS／ケータイお探し                                    | デコメール／デコメ絵文字／デコメアニメ | iチャネル                                                 |                  |
| 着もじ                             | テレビ電話／キャラ電                                              | ケータイデータお預かりサービス         | フルブラウザ                                              |                  |
| おまかせロック／バイオ認証         | 外部メモリーへiモードコンテンツ移行／ユーザデータ一括バックアップ | トルカ                                 | iC通信／iCお引越しサービス                                |                  |
| きせかえツール／ダイレクトメニュー | バーコードリーダ／名刺リーダ                                      | 2in1                                   | エリアメール／ソフトウェアアップデート自動更新            |                  |
| GSM／3Gローミング（WORLD WING）    | 着うたフル／うた・ホーダイ                                        | Music&Videoチャネル／ビデオクリップ    | デジタルオーディオプレーヤー(AAC)(WMA)(MP4)(SDオーディオ) |                  |

## プリインストールアプリケーション
- E★エブリスタアプリ
- ぐるなび
- 日本一周漢字の旅
- 温泉天国
- モバイルGoogleマップ
- らくらく♪マージャン
- バトルリバーシ
- MingleMangle
- 恋色デイズ［春樹編］
- iアプリバンキング
- 楽オク出品アプリ2
- Gガイド番組表リモコン

そのほかにドコモマーケットなどから様々なアプリケーションをダウンロードし、インストールすることができる。

## 歴史
- 2011年4月20日 - 米国連邦通信委員会(FCC)通過
- 2011年5月9日 - 技術基準適合証明(TELEC)通過
- 2011年5月16日 - NTTドコモより発表。
- 2011年8月3日 - 発売開始